# Dąbrowa (Radliniec)
Dąbrowa – część wsi Radliniec w Polsce, położona w województwie wielkopolskim, w powiecie średzkim, w gminie Nowe Miasto nad Wartą.
W latach 1975–1998 Dąbrowa administracyjnie należała do województwa poznańskiego.